# Islote Pequeño de na Moltona

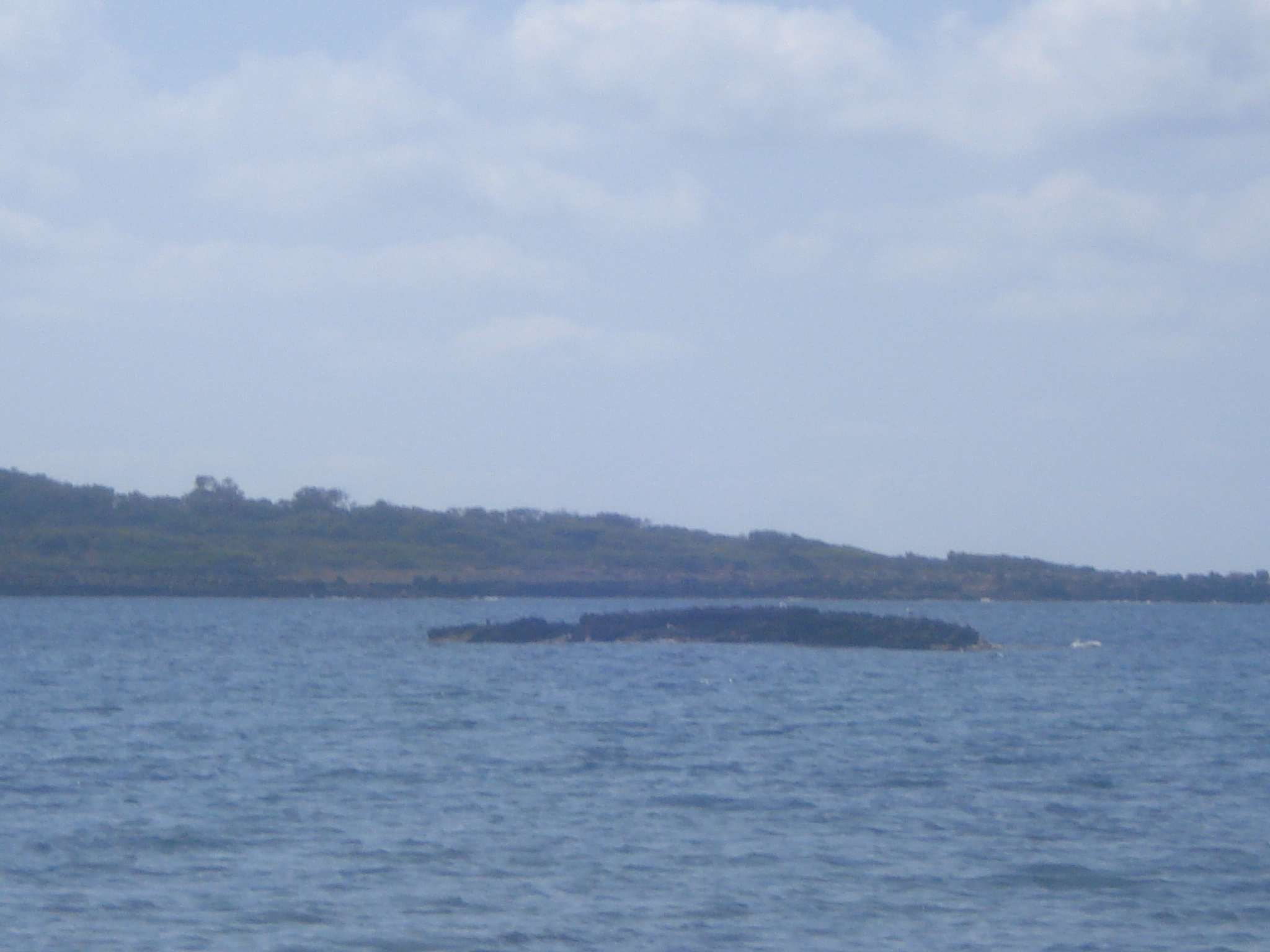
Islote Pequeño de na Moltona visto desde Na Moltona, detrás se observa la costa de Ses Roquetes (Las Salinas)

El islote Pequeño de na Moltona (en catalán Illot petit de Na Moltona) es un pequeño islote español casi circular de diez metros de diámetro. Se encuentra en 130 metros al sudeste de la isla de na Moltona, en el término municipal de Las Salinas, Baleares. Recibe su nombre para diferenciarlo del islote grande del mismo nombre, situada muy cerca de él.
No habitan plantas ni animales pero es un punto de descanso de muchas aves marinas como gaviotas y los cormoranes.
Ideal para practicar el submarinismo.
- Datos: Q17606783